# Mokant.at
mokant.at ist ein unabhängiges österreichisches Online-Magazin. Es ging im März 2010 online. Vorgängermagazin von mokant.at war CHiLLi.cc.
Artikel erscheinen mehrmals wöchentlich zu den Themen Politik, Gesellschaft, Kultur und Musik. Bei der Berichterstattung wird ein besonderes Augenmerk auf Nischenthemen gelegt. Weitere Schwerpunkte von mokant.at sind die Ausbildung von Nachwuchsjournalisten, sowie die Förderung von jungen Bands.
Die Redaktion besteht aus rund 25 Mitarbeitern. Chefredakteurin und Herausgeberin ist Sofia Khomenko. Medieninhaber ist CHiLLi – Verein für freie und unabhängige Medien.

## Inhalte und Blattlinie
mokant.at richtet sich in erster Linie an politisch und kulturell interessierte junge Menschen zwischen 16 und 35 Jahren.
Der Fokus liegt laut Eigendarstellung des Magazins einerseits auf Nischenthemen, andererseits setzt sich mokant.at das Ziel prominente Themen aus neuen Blickwinkeln zu beleuchten.
So veröffentlichte mokant.at als eines von wenigen Medien während des umstrittenen „Tierschützerprozesses“ im Jahr 2011 ein ausführliches Interview mit einem der damaligen Angeklagten, Chris Moser. Darüber hinaus führte mokant.at als einziges österreichisches Medium ein Interview mit der russischen Punk-Band Pussy Riot, das in weiterer Folge auch in der österreichischen Tageszeitung die Presse erschien.
Weitere prominente Interviewpartner waren etwa Sebastian Kurz, Heinz-Christian Strache, Felix Gottwald und Hermann Nitsch.

## Geschichte
mokant.at wurde im März 2010 als Nachfolgemagazin von CHiLLi.cc von Michaela Wein, Julia Staller, Stefan Hohenwarter und Christian Eder gegründet. Die Chefredaktion hatten zunächst Michaela Wein und Stefan Hohenwarter inne, später Michaela Wein und Julia Staller. Im Dezember 2011 wurde Sofia Khomenko zur Chefredakteurin gewählt.
Seit seiner Gründungszeit versteht sich mokant.at auch als Ausbildungsmedium, Nachwuchsjournalisten wird eine fundierte Ausbildung etwa in den Bereichen Recherche, Schreibstil, Interviewführung oder Bildbearbeitung geboten und auch die Möglichkeit das Erlernte in die Praxis umzusetzen. Im Sinne der Jugend- und Nachwuchsjournalismusförderung arbeitet mokant.at unter anderem mit der Jugendpresse und der European Youth Press zusammen.
Ab Herbst 2012 bestand außerdem eine Partnerschaft mit dem Schweizer Online-Magazin tink.ch.
Ebenfalls seit Herbst 2012 läuft eine Kooperation mit dem Musiksender VIVA. Im Zuge dieser Zusammenarbeit führte mokant.at unter anderem Interviews mit den Protagonisten der VIVA Sendung VIVA 180 Grad, die auch auf der Website von VIVA veröffentlicht wurden.
Seit 2013 tritt mokant.at zusehends auch als Konzertveranstalter auf und bietet somit aufstrebenden österreichischen Bands eine Bühne.

## mokant.at Akademie
Ein 2014 gestartetes Projekt ist die mokant.at Akademie. Dabei handelt es sich um eine leistbare und praxisnahe Aus- und Fortbildungsmöglichkeit für (Nachwuchs-)Journalisten. An mehreren Tagen werden Workshops zu Themen wie Recherche, Schreibstil oder Interviewführung angeboten. Durchgeführt werden die Workshops von der mokant.at-Redaktion sowie von prominenten Gastrednern österreichischer Qualitätszeitungen.
Kooperationspartner der mokant.at Akademie sind der Verband Österreichischer Zeitungen, die IG Publizistik und die Jugendpresse.

## Bekannte ehemalige Redakteure
Mokant.at galt über viele Jahre als Talenteschmiede für österreichische Journalisten und Medienmacher. Ein Großteil der Redakteure konnte später im Journalismus Fuß fassen. 
- Sofia Palzer-Khomenko
- Sabrina Freundlich
- Katharina Kropshofer
- Katharina Rustler
- Jasmin Schuster
- Michael Nowak
- Dominik Knapp
- Rebecca Steinbichler
- Alissa Hacker
- Katharina Egg
- David Steiner
- Markus Füxl
- Barbara Bürscher
- Klara Kostal